# Shoreham (Vermont)
Shoreham város az USA Vermont államában, Addison megyében. Lakosainak száma 1260 fő (2020. április 1.).

## Népesség
A település népességének változása:

| 2010 | 1 265 |
| 2020 | 1 260 |